# Brentwood (New Hampshire)
Brentwood – miasto w Stanach Zjednoczonych, w stanie New Hampshire, w hrabstwie Rockingham.